# فرانكلين لاسي
فرانكلين لاسي (بالإنجليزية: Franklin Lacey)‏ هو كاتب سيناريو أمريكي، ولد في 1917، وتوفي في 1988.

## وصلات خارجية
- فرانكلين لاسي على موقع IMDb (الإنجليزية)
- فرانكلين لاسي على موقع قاعدة بيانات برودواي على الإنترنت (الإنجليزية)
- فرانكلين لاسي على موقع قاعدة بيانات الفيلم (الإنجليزية)